# Service Pack
Se denomina Service Pack a un conjunto de programas informáticos que consisten en un grupo de actualizaciones que corrigen y mejoran aplicaciones y sistemas operativos cuyo soporte por parte del vendedor está aún vigente. Esta denominación fue popularizada por Microsoft cuando comenzó a empaquetar grupos de parches que actualizaban su sistema operativo Microsoft Windows.
En informática, generalmente se denominan SPx, donde la «x» representa la versión o revisión. Por ejemplo, SP3 implica que es el tercer SP que se realiza al producto. Además, en ciertas ocasiones se acompaña con una letra denominando el estado evolutivo del mismo SP (SP3a, que equivale a Service Pack 3 versión alfa).
No solo los SP son aplicables a sistemas operativos, diversas aplicaciones como Microsoft Office o Internet Explorer tienen sus Service Packs, los cuales son un equivalente a las actualizaciones de versión en otros programas.

## Service Pack en Microsoft Windows

### Familia de Microsoft Windows 2000
En el desarrollo del sistema operativo Windows 2000 ha habido cuatro Service Packs, todos los cuales son acumulativos, es decir, no es necesario tener algún SP de esta familia para poder actualizar (p. e., Windows 2000 sin SP puede actualizarse directamente a SP4). Un paquete acumulativo de actualizaciones fue sacado al tiempo después para SP4, denominado Update Rollup 1.
Los Service Packs de Windows 2000 son válidos para Windows 2000 Professional, Windows 2000 Server y Windows 2000 Advanced Server.

#### Service Pack 1
Este SP fue lanzado el 15 de agosto de 2000, poco tiempo de liberarse Windows 2000. Incrementa el cifrado de 56 a 128 bits y además mejora significativamente la fiabilidad y seguridad del sistema, incluyendo también mayor compatibilidad con aplicaciones y hardware.

#### Service Pack 2
Este SP fue lanzado el 16 de mayo de 2001. Incluye una acumulación de parches de seguridad y estabilidad posteriores al lanzamiento de SP1, así como otros cambios menores al sistema.

#### Service Pack 3
Este SP3 fue lanzado el 29 de agosto de 2002. Añade nuevas características al sistema, como la descarga de actualizaciones automáticas desde Windows Update, la configuración del acceso a programas predeterminados y el soporte a USB 2.0. Es requisito mínimo fundamental para la instalación de ciertos componentes y software, como Windows Installer 2.0 y Microsoft Office 2003. En este SP Microsoft retiró el desarrollo de la Máquina Virtual Java (JVM) por problemas legales.

#### Service Pack 4

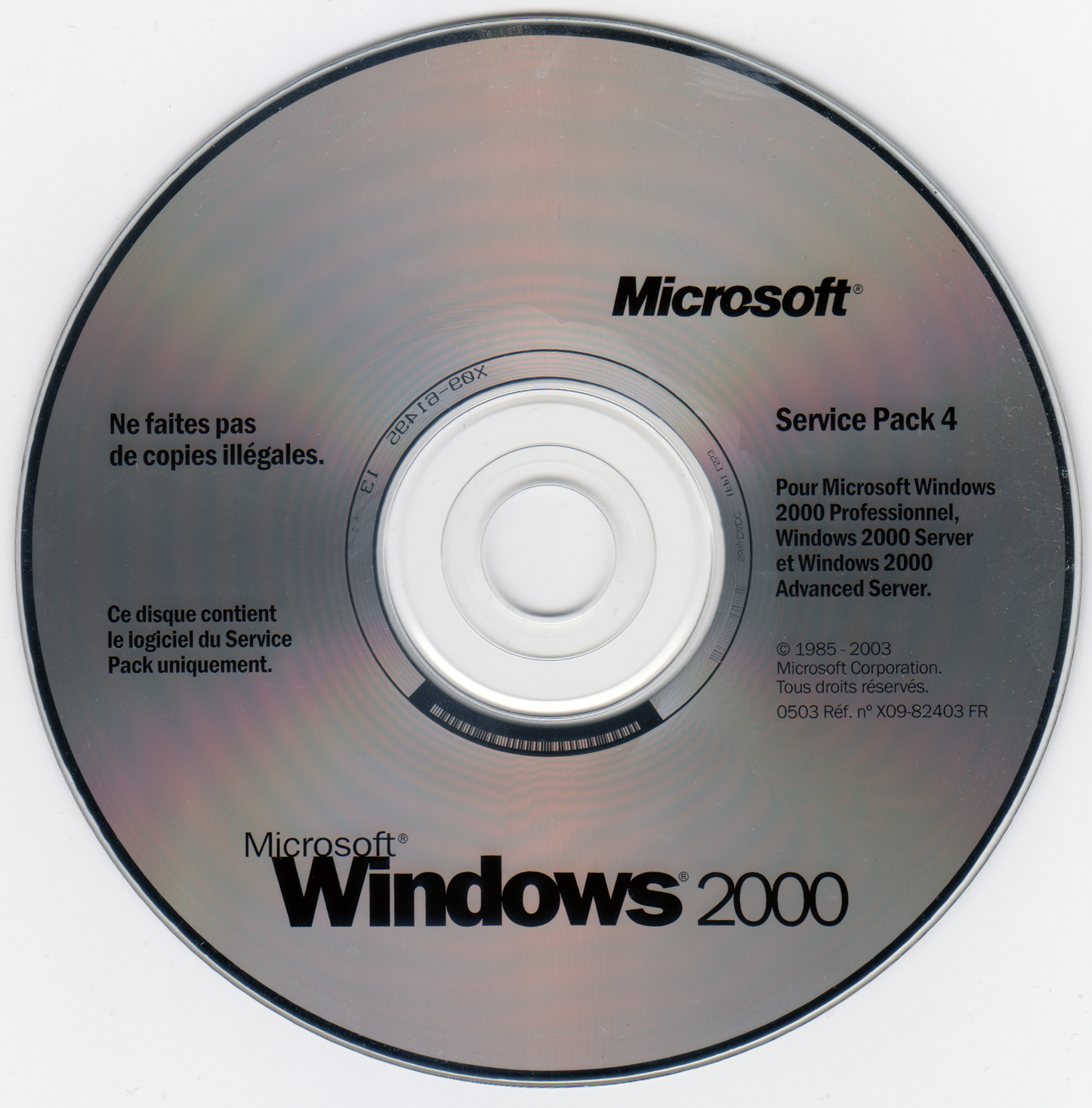
Disco de instalación de Windows 2000 SP4

El último SP para Windows 2000 fue lanzado el 26 de junio de 2003. Al igual que el Service Pack 2, incluye todas las actualizaciones que se han sacado después del SP3, además de otros cambios menores.

#### Service Pack 4 Update Rollup 1
Microsoft tenía la intención de lanzar un Service Pack 5 para Windows 2000, pero canceló este proyecto a inicios de su desarrollo y en vez de eso presentó un Update Rollup 1 para Service Pack 4, que es la colección de todos los parches de seguridad y otras cosas significativas. Esta actualización para Service Pack 4 fue sacada el 13 de septiembre de 2005. Sin embargo, no incluye todos los parches que no son de seguridad y no fue probado tan extensivamente como se hace a cada Service Pack.

### Familia de Microsoft Windows XP
En el desarrollo del sistema operativo Windows XP ha habido tres Service Pack más una revisión para el Service Pack 1, denominado SP1a.

#### Service Pack 1
El primer SP fue lanzado en septiembre de 2002 y consistía en la acumulación de 300 parches de seguridad. Fue catalogada en el momento como una «descarga imprescindible» ya que la mayoría de los parches actualizaban problemas de seguridad. Este SP incluye como característica el soporte para USB 2.0.

#### Service Pack 1a
Esta actualización para Service Pack 1, es una revisión que elimina el desarrollo de la Máquina Virtual de Java (JVM), debido a una disputa legal entre Microsoft y Sun Microsystems.

#### Service Pack 2
El segundo SP fue lanzado en agosto de 2004 y se centraba en la campaña de “Trustworty computing” (informática de confianza) emprendida por Microsoft. Esta actualización modificó fuertemente el núcleo del sistema operativo, aplicando una gran cantidad de parches al sistema con el fin de cerrar los problemas de seguridad detectados entre el primer SP y la actualización.

#### Service Pack 3
El tercero SP fue lanzado durante el 2008 y se centró en la mejora del rendimiento del sistema operativo, con el fin de entregar una mayor estabilidad para los usuarios y los procesos, además entregar un grado de compatibilidad con Windows Vista y Windows Server 2008, con el fin que los usuarios pudieran acceder a las aplicaciones de ambos sistemas. Dentro del paquete de actualización se incluían todas las actualizaciones desde el SP1 que no se habían aplicado en cada equipo, por lo cual la descarga podía variar entre los 75 a 360 MB.
Los Service Pack pueden integrarse (slipstream) en el disco de instalación del XP. Este disco de XP modificado puede usarse para instalar el sistema operativo ya actualizado con el SP correspondiente.

### Familia de Microsoft Windows Vista
La familia de Microsoft Windows Vista / Windows Server 2008 ha tenido dos Services Pack.

#### Service Pack 1
También llamado Windows Vista SP1, es una recopilación de todas las actualizaciones de Windows Vista creadas hasta marzo de 2008. Según afirma Microsoft, instalar esta actualización aumenta la seguridad de Windows Vista, mejora la estabilidad, la velocidad al copiar archivos y mejora la eficacia de ReadyBoost, también Microsoft afirmó que este SP contiene una utilidad para verificar si el Windows Vista es original o no.
Este paquete fue lanzado a inicios del 2008.

#### Service Pack 2
Windows Vista Service Pack 2 está disponible mediante actualización por Windows Update o en su versión independiente para descargar y ejecutar directamente en la máquina que se desee. Mejora la conexión vía Wi-Fi, Bluetooth y añade la posibilidad de grabar en discos Blu-ray
Fue lanzado en mayo de 2009. Requiere que este instalado el Service Pack 1 para su instalación.

### Familia de Microsoft Windows 7
El sistema operativo Windows 7/Windows Server 2008 R2 ha tenido un Service Pack desde su lanzamiento.

#### Service Pack 1

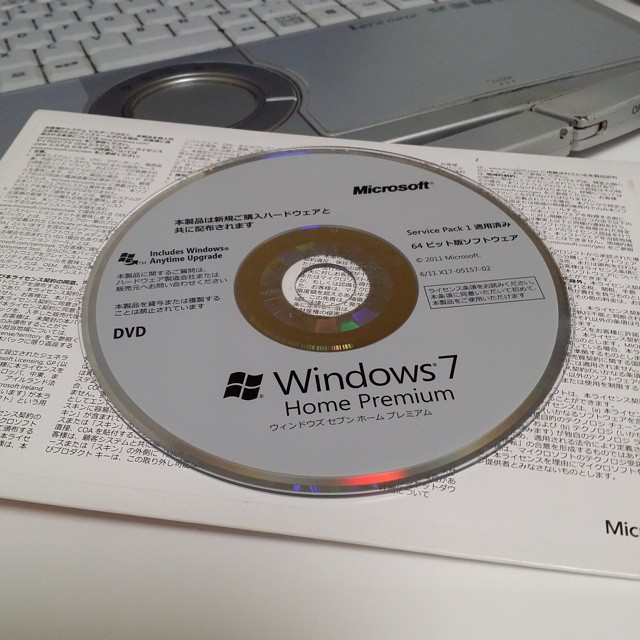
Windows 7 SP1 64bit Home Premium DVD-ROM

También conocido como Windows 7 SP1, es un conjunto de actualizaciones para la mejora del rendimiento y compatibilidad. Para su instalación vía Windows Update requiere el tener todas las actualizaciones críticas hasta el momento para su descarga. También está disponible una versión independiente desde el centro de descarga de Microsoft.
Fue lanzado el 16 de febrero de 2011 a los suscriptores de MSDN y Microsoft TechNet, y desde el 22 de febrero está disponible a todo el público.
Se mejoró con esto la compatibilidad con HDMI, el visor e impresión de XPS y soporte para AVX (Extensiones de Vector Avanzadas).

#### Convenience Rollup Package
En la práctica es un Service Pack 2, sin embargo, Microsoft no lo denomina así. Fue lanzado en mayo de 2016 y consiste en un conjunto de actualizaciones lanzadas desde 2011 hasta 2016. Este paquete no se entrega en Windows Update, sino que se descarga desde el catálogo de Microsoft Update, el cual solo funciona en Internet Explorer.

### Familia de Microsoft Windows 8
Windows 8 no recibe actualizaciones mayores.
Windows 8.1 es una nueva versión del sistema operativo y no un Service Pack.Este recibe dos actualizaciones la Update 1 y la Update 2 que sí pueden ser considerados un Service Pack.

### Familia de Microsoft Windows 10
Al ser considerado un sistema operativo de servicio que se irá actualizando periódicamente, Windows 10 tampoco recibe Service Pack. Sin embargo, las actualizaciones como Anniversary Update (Redstone) pueden ser consideradas como tales aunque realmente no lo son.

### Otros productos Microsoft
Por lo general, los productos de ofimática como Microsoft Office reciben actualizaciones mediante la modificación de los Services Pack, pero, a diferencia de las actualizaciones al sistema operativo, estas no afectan el rendimiento sino que reparan errores menores o añaden más elementos de seguridad para la administración de archivos y documentos asociados a objetos OLE.
También el explorador web Internet Explorer ha recibido actualizaciones vía Service Pack, los cuales hacen mejoras visuales y en la interpretación del HTML y, además, al instalar un Service Pack en Windows, los componentes incluidos de manera predeterminada también se actualizan de SP.